# Élu produit de l'année
Pour le single de Christophe Willem, voir Élu produit de l'année (chanson).
Élu produit de l'année est une marque commerciale française représentée sous forme d'un logotype. La société de services Produit de l'année France l'exploite comme marque de récompense industrielle qu'elle délivre aux entreprises qui soumettent leurs produits à un vote de consommateurs.

## Historique
La marque naît en France en 1987. L’idée est de créer un concours où seraient récompensé les produits nouveaux ou à caractère innovant (produits de consommation courante et pas seulement les denrées alimentaires), en donnant la parole au consommateur. La marque est déposée à l'Institut national de la propriété industrielle comme propriété de la société POY Worldwide.
Ces produits sont évalués par un panel de consommateurs et testés en situation réelle de consommation.
En 2021, la marque Voted Product of the Year Worldwide s'est développée dans plus de 40 pays (onze en marque propre, les autres pays sous licence d'exploitation).

## Rôle du « comité d'experts »
À création, la société détentrice de la marque a souhaité s’entourer d’un « comité d'experts ». Ce comité est constitué de syndicats et organisations professionnelles ainsi que d’associations professionnelles des métiers du commerce, du marketing et de la communication (Association nationale des industries alimentaires, Bpifrance, Institut national de la propriété industrielle, CCI France).
Son rôle est de statuer sur la validation des candidatures en veillant à ce que les industriels respectent l’intégralité des critères d’éligibilité au concours.

## Rôle de Nielsen IQ
Depuis 2011, le groupe Nielsen est chargé de l'élection des produits qui pourront utiliser le logo sur leurs emballages. Les tests en situation réelle de consommation, auprès de 120 familles, sont pris en charge par l'application Treetz.

## Analyses et critiques
Gordy Pleyers, professeur de marketing à l'UCLouvain, décode le rôle marketing de ce logo : « L'efficacité de ce type d’argument de type "Élu produit de l'année", c’est surtout lié au fait que ça permet de réduire l’incertitude dans la décision d'achat (en). Ça permet de faciliter finalement le processus d'achat (en). Il y a aussi le fait que ça peut donner le sentiment aux consommateurs d’être de bons acheteurs. De faire des décisions plutôt rationnelles, pas trop impulsives, donc de se baser vraiment sur des éléments concrets ».
Le logo est connu par près de 9 consommateurs sur 10 en France selon le PDG de la société Voted Product of the Year Worldwide en 2018. La journaliste Amelle Nebia considère que « les distinctions "Élu Produit de l’année" et "Saveur de l'année" enregistrent un très bon niveau de notoriété puisqu’elles sont connues respectivement par 83 et 89 % des Français. Mais cela n’est pas pour autant gage de confiance, puisque que pour moins de la moitié seulement des connaisseurs de ces logos elles les incitent à l’achat. Pire, 64 % d’entre eux estiment que ce sont des « mentions publicitaires » ».
Pour Samuel Buisseret, cette marque avance l'argument fallacieux de l'appel à la majorité.
La participation au concours coûte 4 250 euros pour les marques. Les lauréats payent 6 000 à 20 000 euros selon la taille de l’entreprise, pour avoir le droit d'utiliser le logo pendant un an et de l'utiliser dans leur stratégie commerciale. La société Voted Product of the Year Worldwide revendique une hausse moyenne des ventes de 25 % pour les lauréats, « un argument choc pour convaincre les marques de candidater ».
L'association de consommateurs Consommation Logement Cadre de vie (CLCV) met en avant le manque de crédibilité de ce label privé payant dont l'attribution « est biaisée puisqu’elle ne concerne que les produits pour lesquels les professionnels ont soumis une candidature, et qui ont donc payé pour leur participation. Quant à la validation finale des produits, elle a de quoi laisser perplexe puisqu’elle se base en partie sur des visuels descriptifs et des prix indicatifs… En revanche, [le logo] apporte un plus indéniable aux professionnels sur le plan commercial et contribue à la confusion auprès des consommateurs autour des labels officiels ».
L'association de consommateurs UFC-Que Choisir émet des réserves similaires à la CLCV :

« D’abord, le produit de l’année n’est, par définition, pas forcément le meilleur, puisque ne peuvent concourir que les produits officiellement candidats, et pour lesquels, donc, celui qui le met sur le marché a payé son inscription auprès de la société organisatrice.
Ensuite, l’attribution du logo ne repose sur aucun cahier des charges particulier, notamment en termes de qualité du produit. Les critères à mettre en avant pour obtenir ce logo sont plutôt de l’ordre du marketing et de l’innovation, ce qui n’est pas forcément la préoccupation première du consommateur.
Enfin, le logo « élu produit de l’année » vient en concurrence, sur les emballages, avec les labels officiels (AOP, fabriqué en France, etc.), ce qui a une fâcheuse tendance à brouiller le message pour l’acheteur potentiel. Il faut donc, « produit de l’année » ou pas, rester vigilant sur la qualité des produits que l’on achète »

.